# Ловушка для кошек
«Лову́шка для ко́шек» (венг. Macskafogó — котоловка, 1986) — венгерско-западногерманско-канадский полнометражный мультипликационный фильм, в англоязычных странах вышел под названием Cat City — «Город кошек». Сюжет разворачивается в мире, где живут антропоморфные коты и мыши.

## Сюжет
Действие происходит на планете Икс, где живут антропоморфные коты и мыши, а также летучие мыши и крысы. Фильм начинается заставкой с таким текстом:

К концу первого столетия от рождества Микки-Мауса мышам планеты Икс угрожало полное уничтожение. Кровожадные кошки, объединившись в хорошо организованные и прекрасно оснащённые новейшим оружием мультинациональные банды, нарушая исторические конвенции, пытались в корне истребить мышиное сообщество.
Предчувствуя неизбежную гибель, самые мудрые из мышиных лидеров уже задумывались над тем, чтобы покинуть планету. И вдруг неожиданно блеснул луч надежды.

Первые же кадры показывают, что планете действительно царит террор кошек по отношению к мышам. За враждебными действиями кошек стоит криминальный синдикат во главе с Джованни Гатто. Однако все операции против мышей курирует не Джованни, а вице-президент Фриц Теофил, главный антагонист фильма. Формально кошки являются преступниками, но фактически они превосходят мышей в силе благодаря своей огромной армии, оснащённой последними достижениями науки и техники. И Фриц, уже готовящий военный переворот, и правительство мышей понимают, что в открытой битве победят именно кошки.
Однако вдруг выясняется, что профессор Фушимыши, живущий в Покио, изобрёл некую «ловушку для кошек», способную переломить ход конфликта. Об изобретении почти одновременно узнают обе стороны. Разведывательная мышиная организация «Интермышь» тайно отправляет в Покио своего лучшего агента Ника Грабовского. Параллельно мыши открыто сажают на летящий в Покио самолёт своего работника майора Дика. Дик — на редкость безалаберный офицер, не имеющий никакого представления о дисциплине и конспирации, и начальство надеется, что он отвлечёт внимание Фрица от настоящего агента.
Дальше зрителю показывают две сюжетные линии. Ник Грабовский, за которым вплотную следуют оплаченные синдикатом наёмники-крысы, успешно сбрасывает их с хвоста, садится в порту на корабль, а потом, когда корабль уже на подходе к земле уничтожает подводная лодка кошек, вплавь добирается до берега. В Покио он встречается с профессором                  Фушимыши и его красавицей-ассистенткой Цино-сан, в которую сразу влюбляется. Профессор передает Нику чертежи своей машины и готовится отправить их с Цино-сан в штаб-квартиру «Интермыши».
Тем временем авиалайнер Дика не долетает до Покио: кошки, даже зная о Грабовском, действительно бросили часть сил на устранение майора. Повреждённый террористами самолёт падает в джунглях, Дик пытается пешком выйти к цивилизации, но попадает в плен к летучим мышам-вампирам. Вампиры уже готовы высосать пленника, но Дик просит исполнить его последнее желание — позволить ему сыграть мелодию на трубе. И тут выясняется, что майор — гениальный музыкант. Вампиры, потрясённые искусством Дика, единогласно сохраняют ему жизнь и принимают в семью.
Грабовский и Цино-сан, пытаясь попасть в столицу по пневмопроводу, терпят неудачу и попадают в плен к Фрицу, после чего синдикат приговаривает их к смерти. Однако на палачей вдруг обрушиваются отряды вампиров, которых подговорил Дик. Ружейный огонь летучих мышей рассеивает кошек, и Грабовского с подругой спасают. Освобождённый агент немедленно передает учёным чертежи ловушки.
Тем не менее, появление чертежей почти опоздало: Фриц Теофил, собрав армию, всей своей силой обрушивается на противника. Мыши, которым нечего терять, сопротивляются с отчаянной храбростью, истребляя пехоту кошек, взрывая их танки и уничтожая авиацию. Но силы слишком неравные, ряды мышей тают, и Фриц уже торжествует победу. Но ход войны изменяет построенная  «ловушка» — огромный бронированный робот-бульдог, заглатывающий кошек и делающий их добрыми. Все попытки кошек уничтожить робота терпят неудачу, и на планете воцаряется мир.
Фильм заканчивается речью Дика, который, как оказалось, и был рассказчиком. Дик улыбается зрителю, и свет отражается на его острых вампирских клыках.

## Роли озвучивали
| Роль                                                | В оригинале                           | В дубляже СССР      |
| --------------------------------------------------- | ------------------------------------- | ------------------- |
| Ник Грабовский                                      | Ласло Шинко                           | Валерий Рыжаков     |
| майор Ленивый Дик, также читает вступительный текст | Иштван Мико                           | Всеволод Ларионов   |
| Фриц Теофил                                         | Миклош Бeнeдек                        | Александр Белявский |
| Шафранек                                            | Петер Хауманн                         | Роман Ткачук        |
| Джованни Гатто / коты-гангстеры                     | Янош Кёрменди                         | Владимир Сошальский |
| Будди (шеф гангстеров)                              | Андраш Керн                           | Владимир Ферапонтов |
| Максимо                                             | Дьюла Бодроги                         | Владимир Ферапонтов |
| Билли (крыса-гангстер)                              | Дьюла Шомбати                         | Герман Качин        |
| кот-террорист / один из пиратов                     | Отто Сабо                             | Герман Качин        |
| Пати (крыса-гангстер)                               | Илона Береш                           | Алла Будницкая      |
| стюардесса в самолёте                               | Эвa Фушти Мольнар                     | Алла Будницкая      |
| служба информации автомобиля «Альфа Джульетта»      | Сильвия Даллош                        | Алла Будницкая      |
| Куки (крыса-гангстер)                               | Жужа Палош                            | Надежда Румянцева   |
| Цино-сан (помощница профессора Фушимыши)            | Вера Пап                              | Надежда Румянцева   |
| мышонок — разносчик газет                           | Аттила Бартуц                         | Надежда Румянцева   |
| секретарь Джованни Гатто (киска)                    | Маргит Фёльдеши                       | Надежда Румянцева   |
| мышонок у пристани                                  | Габи Палок                            | Надежда Румянцева   |
| профессор Фушимыши (в титрах отсутствует)           | Иштван Сатмари (в титрах отсутствует) | Борис Рунге         |
| Боб Поляков (в титрах отсутствует)                  | Ференц Каллаи (в титрах отсутствует)  | Николай Граббе      |
| Адлингтон                                           | Карой Меч                             | Андрей Гриневич     |
| мышь-арестант                                       | Йожеф Ланг                            | Андрей Гриневич     |
| Педро (в титрах отсутствует)                        | Дьюла Хорват (в титрах отсутствует)   | Олег Мокшанцев      |
| Нерон фон Шварц                                     | Дьюла Бушш                            | Алексей Золотницкий |
| попугай в джунглях (в титрах отсутствует)           | Балаж Сухай (в титрах отсутствует)    | Ефим Кациров        |
| капитан корабля (в титрах отсутствует)              | Золтан Гера (в титрах отсутствует)    | Даниил Нетребин     |
| Нильсон / ведущий теленовостей                      | Геза Корокнай (в титрах отсутствует)  | Алексей Борзунов    |

## Основные персонажи

### Мыши
- Ник Грабовский — лучший агент «Интермышии». У него алмазные зубные протезы, благодаря которым он может даже открывать консервные банки, и феноменальная зрительная память. После «нашумевшего дела о Кинг-Конге» стал отшельником, принял буддизм и объявил себя Микки-Маусом Тринадцатым, но по просьбе руководителя «Интермышии» отправился за чертежами «ловушки для кошек». На протяжении фильма демонстрируется его сходство с Инспектором Гаджетом.
- Боб Поляков — руководитель «Интермышии».
- Адлингтон — сотрудник «Интермышии» из руководящего состава.
- Ленивый Дик — нерадивый майор, агент «Интермышии». Играет на трубе. Попадает в плен к летучим мышам, но завоевывает расположение их главаря и остается с ними в качестве его зятя, уже под именем Рикардо и со вставными клыками.
- Профессор Фушимыши — учёный, изобретатель «ловушки для кошек». Живёт в Покио. По-венгерски его фамилия состоит из двух слов: fusi — тайная и как правило нелегальная деятельность, Misi — уменьшительное от имени Mihály (Михаил).
- Цино-сан — ассистентка профессора Фушимыши, будущая жена Грабовского. Её имя звучит почти так же как венгерское слово «csinosan» — красиво.

### Коты
- Джованни Гатто — президент синдиката. Фамилия созвучна со словом «кот» на итальянском языке («gatto»), что, в сочетании с именем, является прозрачным намёком на итальянскую мафию.
- Фриц Теофил — вице-президент синдиката, но скорее, он главный антагонист фильма, нежели сам Гатто. Одноухий, вместо одного глаза — драгоценный камень (рубин), кисть левой руки заменена на металлическую, хвост куцый. Входит в руководство синдиката, ему часто приходится отвечать перед президентом за свои действия, в конце фильма президент объявляет его своим новым заместителем и будущим преемником. После того, как крысам-наёмникам не удалось захватить чертежи «ловушки», сам отправляется за Грабовским, и нечестно побеждает его в бою. Фамилия является игрой слов — немецкого Teufel (дьявол) и созвучного ему венгерского tejföl (сметана).
- Шафранек — невезучий секретарь Теофила. В течение фильма у него сперва оказывается забинтована голова, затем рука, а потом и наполовину оборванный хвост. (Теофил травмировал Шафранека за проступки)
- Нерон фон Шварц — кот чёрного цвета («nero» означает «чёрный» по-итальянски, а «schwarz» — по-немецки). Преступник, выполняет для синдиката особые поручения.

### Крысы
- Будди, Билли, Пати и Куки — нанятые фон Шварцем гангстеры, бывшие актёры кабаре.

### Летучие мыши
- Банда вампиров, среди них — Педро и Максимо, называемый патроном (то есть хозяином).

## Цитаты и аллюзии
- Текст, которым начинается фильм и который перемещается по экрану снизу вверх, является аллюзией на «Звёздные войны».
- Атмосфера фильма пародирует шпионские фильмы, в частности, цикл о Джеймсе Бонде.
- Грабовский, движущийся по трубе пневматической почты, — аллюзия на Супермена.
- На 8-й минуте мышь-арестант, победив уменьшенного кота, издает фирменный крик Тарзана (из фильмов с Джонни Вайсмюллером).
- Поляков сильно похож на Альберта Эйнштейна в пожилом возрасте.
- Имена Фушимыши и Циносан являются аллюзией на японские имена, а город Покио — на столицу Японии.
- Джованни Гатто (Giovanni Gatto) от итал. gatto — кот.
- Фриц Теофил (Fritz Teufel, в оригинале произносится «Тойфель») имеет немецкое имя, и фамилию, которая дословно переводится с немецкого как дьявол. В то же время она напоминает слово tejföl, что в переводе с венгерского — сметана. Возможно, является аллюзией на «пудингового террориста» Фрица Тойфеля. В переводе с греческого же Теофил означает «Боголюбивый» (кроме того, «Теофил» — распространенная в западных странах кошачья кличка).
- Гатто и Теофил внешностью и «национальным колоритом» имён несколько напоминают Бенито Муссолини и Адольфа Гитлера. В конце мультфильма Гатто объявляет Теофила своим преемником (Гитлер неоднократно называл себя «учеником Муссолини»). Теофил также похож и на венгерского фашистского диктатора Хорти.
- Гангстеры женского пола похожи на Барбру Стрейзанд и Лайзу Миннелли.
- Номер «4 gangsters» исполняется на мотив композиции Four Brothers.
- Название машины гангстеров «Альфа Джульетта» пародирует «Альфа Ромео».

Также мультфильм может иметь сходство с американским мультфильмом Американский хвост:
- Оба мультфильма сняты в 1986 году.
- В обоих мультфильмах главные герои — мыши.
- Оба мультфильма основаны на противостоянии кошек и мышей.
- В обоих мультфильмах кошек прогоняют при помощи гигантской модели. Если в Американском хвосте им являлась «Мышь из Минска», то в «Ловушке для кошек» — робот-собака.

## Прокат. Реакция зрителей
В рейтинге лучших полнометражных мультфильмов сайта IMDB получивших более тысячи голосов, «Ловушка для кошек» занимает восьмое место в 2014 году.

### По странам

#### В СССР
По итогам опроса читателей журнала «Советский экран», «Ловушка для кошек» заняла первое место среди фильмов из соцстран, которые были показаны в СССР в 1989 году.

## Премьерный показ в разных странах[5]
- Венгрия — 2 октября 1986
- Болгария — 1 января 1988
- СССР — 1 января 1989[6]
- Чехословакия — 1 июля 1989
- Нидерланды — 20 января 1991 (только в Амстердаме)

## Продолжение
20 декабря 2007 года в Венгрии вышло продолжение фильма — «Ловушка для кошек-2: Кот Апокалипсиса».